# Bohdanečský rybník
Bohdanečský rybník este o arie protejată (arie de protecție specială avifaunistică — SPA) din Republica Cehă întinsă pe o suprafață de 306,75 ha, integral pe uscat.

## Localizare
Centrul sitului Bohdanečský rybník este situat la coordonatele 50°05′43″N 15°40′52″E / 50.095278°N 15.681111°E.

## Înființare
Situl Bohdanečský rybník a fost declarat arie de protecție specială avifaunistică în decembrie 2004 pentru a proteja 1 specie de animale.

## Biodiversitate
Situată în ecoregiunea continentală, aria protejată nu include niciun habitat protejat.
La baza desemnării sitului se află o specie protejată de  păsări: cresteț pestriț (Porzana porzana).